# Bienotherium
Bienotherium fue un género de terápsidos del Jurásico Temprano en China. A pesar de su tamaño, esta estrechamente relacionado con Lufengia, y es el tritilodontido más grande de la formación Lufeng en China.
Bienotherium tenía cuatro incisivos, no tenía caninos , y los molares similares a dientes. Usaba los dientes para masticar plantas.

## Descripción
Bienotherium está definido como grande y robusto comparado con otros tritilodontidos, y también por los maxilares prominentes en el cráneo, un diastema inusualmente ancho y un hueso cigomático angosto.